# Slaget vid Golanhöjderna
Slaget vid Golanhöjderna var ett slag under Israel-Aram-kriget där Israel stred mot en koalition av araméer, amoriter och bashaniter. Det var det avgörande slaget under kriget och resulterade i Israels erövring av Golanhöjderna.

## Slaget
Om kriget i sig finns inte mycket nedskrivet, men Israel (lett av kung Achav) invaderade Golanhöjderna i hopp om att stoppa den araméiska armén från att nå Israel. Först mötte de motstånd av amoriter och bashaniter (från kungadömet Bashan) som var allierade med araméerna, men denna armé krossades. Därefter mötte de israelitiska styrkorna den araméiska huvudarmén ledda av kung Bar Hadad I. Slaget skall ha varit blodigt och dess utgång osäker men till slut lyckades den israelitiska armén besegra araméerna som drevs på flykten. Därefter säkrade Achav Golanhöjderna som en del av det israeliska kungadömet. De stridandes styrkor och förluster är okända.